# 세밀화

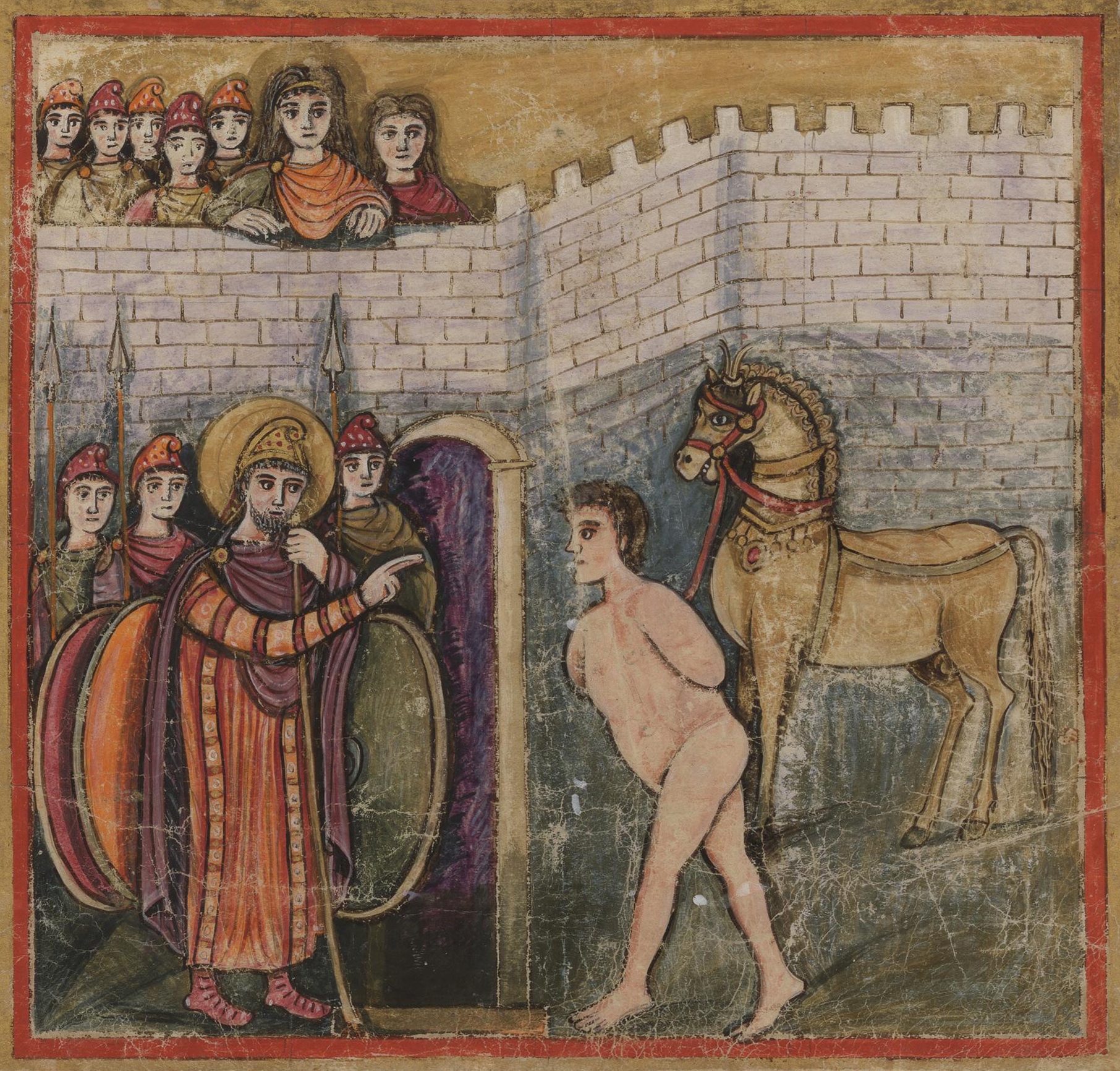
5세기 초 베르길리우스의 『아이네이스』 사본인 베르길리우스 로마누스의 시논과 트로이 목마 세밀화

세밀화는 세밀한 묘법으로 제작된 소형의 그림이다. 영어로는 미니어처(miniature)라고 하는데, 이는 "최소한으로 색칠하다"라는 뜻의 라틴어 동사 miniare에서 비롯된 단어이다. 미니어처는 16세기 라틴어의 미니멈(minimum, 최소)이나 프랑스어의 미뇽(mignon, 소형의, 귀여운)과 결합되어 소화상, 미세화 즉 세밀화라는 의미를 포함한다. "산화연 도료(minium)로 쓰다, 그리다"라는 라틴어로부터 유래한 말(miniatura)로, 실제로는 반드시 작은 그림을 의미하지 않았다. 고대 또는 중세의 채식필사본을 장식하는 데 사용되는 그림으로 볼 수 있다. 예로 15세기 플랑드르의 기도서 삽화 및 글씨 장식, 16세기 영국에서 유행한 메달 초상화, 카드의 그림, 18세기 로코코의 부인용 화장용구에 그린 그림 등이 있다. 안료를 가지고 축소되거나 묘사된 초기 코덱스의 단순한 삽화이다. 일반적으로 이러한 중세 그림의 규모가 작기 때문에 치밀함과 어원상의 혼란이 발생했으며 작은 그림, 특히 초상화 미니어처에 적용하게 되었는데, 이는 동일한 전통에서 성장했으며 적어도 처음에는 유사한 기술을 사용했다.
서양, 비잔틴, 아르메니아 전통 외에도 아시아 전통의 또 다른 그룹이 있는데, 이는 일반적으로 본질적으로 더 잘 설명되어 있으며 원고 책 장식의 기원도 앨범에 보관할 1장의 작은 그림으로 발전했다. 보통 미니어처의 역어(譯語)로 많이 쓰이나, 사본을 장식하는 삽화나 장식화를 가리키는 미니어처와 말뜻이 다르다. 미니어처라고 불리는 서양의 수채화와 다른 매체는 그렇지 않다. 여기에는 아랍 미니어처와 페르시아, 무굴, 오스만 및 기타 인도 파생물이 포함된다.

## 위조품
세밀화는 다양한 이유로 위조된다. 과학적 발전을 묘사한, 위조된 이슬람 세밀화는 튀르키예 장인이 기념품으로 제작하며 인터넷이나 공식 학습 자료에서 스톡 사진으로 문제가 없는 것처럼 발견되는 경우가 많다. 중세 유럽 세밀화도 수집가를 속이기 위해 다양한 사람들에 의해 위조되었다.

## 참고문헌
- Otto Pächt, Book Illumination in the Middle Ages (trans fr German), 1986, Harvey Miller Publishers, London, ISBN 0-19-921060-8
- Walther, Ingo F. and Wolf, Norbert, Masterpieces of Illumination (Codices Illustres); pp 350–3; 2005, Taschen, Köln; ISBN 3-8228-4750-X
- Jonathan Alexander; Medieval Illuminators and their Methods of Work; p. 9, Yale UP, 1992, ISBN 0-300-05689-3
- Calkins, Robert G. Illuminated Books of the Middle Ages. Ithaca, New York: Cornell University Press, 1983.
- Papadaki-Oekland Stella,Byzantine Illuminated Manuscripts of the Book of Job, ISBN 2-503-53232-2.